# Libellago asclepiades
Libellago asclepiades – gatunek ważki z rodziny Chlorocyphidae.